# Walisische Badmintonmeisterschaft 2012
Die Walisische Badmintonmeisterschaft 2012 fand vom 4. bis zum 5. Februar 2012 in Cardiff statt.

## Finalergebnisse
| Disziplin    | Sieger                      | Finalist                      | Ergebnis            |
| ------------ | --------------------------- | ----------------------------- | ------------------- |
| Herreneinzel | Raj Popat                   | Daniel Font                   | 21-15, 17-21, 21-13 |
| Dameneinzel  | Sarah Thomas                | Carissa Turner                | 21-11, 21-18        |
| Herrendoppel | James Phillips Nic Strange  | Martyn Lewis Joe Morgan       | 21-14, 21-14        |
| Damendoppel  | Sarah Thomas Carissa Turner | Bethan Higginson Vikki Jones  | 21-16, 21-5         |
| Mixed        | James Phillips Jordan Hart  | Oliver Gwilt Bethan Higginson | 21-16, 21-17        |